# Kapon (Burkina Faso)
Pour les articles homonymes, voir Kapon.
Kapon, parfois dénommé Kapon-Sitinga (du nom du canton), est une localité située dans le département de Kirsi de la province du Passoré dans la région Nord au Burkina Faso.

## Géographie
Kapon est situé à 10 km au sud-ouest du centre de Kirsi le chef-lieu du département, à 15 km d'Arbollé et à 28 km à l'est de Yako et de la route nationale 2 reliant le centre au nord du pays.
Le canton de Kapon-Sitinga regroupe les villages de Kapon, Koussago, Kirsi, Kalsé,  Tampouy, Douré, Maré, Ribou, Yargo, Yipou, Tansé, Rawoko, Bissighin, Tambila ; des villages du département d'Arbollé (Namassa, Boulkon, Zoétgomdé) ; et quelques villages des départements de Tougo et de Kalsaka.[réf. nécessaire]

## Histoire
Le village de Kapon-Sitinga a été fondé par naaba Siissi (signifiant « chef des abeilles » en langue mooré), un prince originaire du Zondoma dans la zone de Tougo.[réf. nécessaire]

## Économie
L'agriculture maraîchère et l'élevage sont les activités économiques principales du village.

## Santé et éducation
Kapon accueille un centre de santé et de promotion sociale (CSPS) tandis que le centre médical avec antenne chirurgicale (CMA) de la province se trouve à Yako. Le village est doté également de deux écoles primaires et d'un lycée public. 

## Culture et traditions
Une fête traditionnelle annuelle a lieu dans le village, la fête de Napoussoum, qui réunit autour du Naaba de Kapon (garant de la tradition) ses sujets lui renouvelant leur allégeance autour de bénédictions et de danses.